# Dura pycnadelpha
Dura pycnadelpha är en fjärilsart som beskrevs av Oswald Beltram Lower 1903. Dura pycnadelpha ingår i släktet Dura och familjen tofsspinnare. Inga underarter finns listade i Catalogue of Life.